# Charles H. Carpenter
Charles H. Carpenter (1869–1949) byl americký fotograf, který sloužil jako první fotograf muzea Field Museum of Natural History a tuto pozici zastával od roku 1899 do roku 1947. V roce 1900 pořídil 900 fotografií domorodců národa Hopiů v rámci expedice George A. Dorseyho Stanley McCormick Hopi Expedition to Arizona a na výstavě Louisiana Purchase Exposition roku 1904 vytvořil 2 000 negativů.
Kolekce jeho fotografií vycházejí dodnes (2020).